# Spagna all'Eurovision Song Contest 2010
La Spagna ha selezionato il suo rappresentante il 20 febbraio 2010, attraverso lo show Eurovisión: Destino Oslo. La prima parte del processo di selezione della canzone spagnola ha avuto luogo in internet così come avviene ormai da 4 anni a questa parte (la fase via internet è stata rinominata ¡Tu país te necesita!, riferimento alla selezione del Regno Unito Eurovision: Your Country Needs You: delle 313 canzoni ricevute da TVE, 10 sono state selezionate per partecipare alla finale.

## Partecipanti a ¡Tu país te necesita!

### Votazioni online
| Artista              | Canzone                 | Traduzione             | Voti    | Posizione |
| -------------------- | ----------------------- | ---------------------- | ------- | --------- |
| Coral Segovia        | "En una vida"           | In una vita            | 292,522 | 1         |
| John Cobra           | "Carol"                 | Carol                  | 269,919 | 2         |
| Lorena               | "Amor mágico"           | Amore magico           | 188,788 | 3         |
| Samuel y Patricia    | "Recuérdame"            | Ricordami              | 188,470 | 4         |
| Daniel Diges         | "Algo pequeñito"        | Qualcosa di piccolino  | 187,391 | 5         |
| Fran Dieli           | "Cuando se trata de ti" | Quando si tratta di te | 187,213 | 6         |
| Venus                | "Perfecta"              | Perfetta               | 183,753 | 7         |
| Anabel Conde         | "Sin miedos"            | Senza paure            | 182,528 | 8         |
| José Galisteo        | "Beautiful Life"        | Bella vita             | 180,145 | 9         |
| Ainhoa Cantalapiedra | "Volveré"               | Ritornerò              | 176,912 | 10        |

### Finale - Eurovisión: Destino Oslo
Le 10 canzoni vincitrici del concorso via internet si esibiranno nella finale nazionale, presentata da Anne Igartiburu e Ainhoa Arbizu. Il vincitore sarà decretato attraverso un misto di voti del pubblico (50%) e della giuria (50%).
| Ord. | Artista              | Canzone                       | Giuria | Televoto | Totale | Pos. |
| ---- | -------------------- | ----------------------------- | ------ | -------- | ------ | ---- |
| 1    | Venus                | "Perfecta"                    | 24     | 30       | 54     | 4    |
| 2    | Ainhoa Cantalapiedra | "Volveré"                     | 24     | 25       | 49     | 6    |
| 3    | Fran Dieli           | "Cuando se trata de ti"       | 19     | 5        | 24     | 9    |
| 4    | Lorena Gómez         | "Amor mágico"                 | 37     | 40       | 77     | 3    |
| 5    | Samuel y Patricia    | "Recuérdame"                  | 30     | 20       | 50     | 5    |
| 6    | José Galisteo        | "Beautiful Life"              | 14     | 35       | 49     | 7    |
| 7    | John Cobra           | "Carol"                       | 5      | 10       | 15     | 10   |
| 8    | Anabel Conde         | "Sin miedos"                  | 32     | 15       | 47     | 8    |
| 9    | Daniel Diges         | "Algo pequeñito"              | 58     | 60       | 118    | 1    |
| 10   | Coral Segovia        | "En una vida (In a lifetime)" | 47     | 50       | 97     | 2    |

## All'Eurofestival
La Spagna rientra nella categoria dei Big4, cioè dei quattro paesi europei che, per i loro contributi alla manifestazione, hanno il diritto di accedere direttamente in finale. Pertanto, la Spagna ha gareggiato direttamente nella serata finale, il 29 maggio.